# MRPL22
MRPL22 (англ. Mitochondrial ribosomal protein L22) – білок, який кодується однойменним геном, розташованим у людей на короткому плечі 5-ї хромосоми. Довжина поліпептидного ланцюга білка становить 206 амінокислот, а молекулярна маса — 23 641.
| 10         |  | 20         |  | 30         |  | 40         |  | 50         |
| ---------- |  | ---------- |  | ---------- |  | ---------- |  | ---------- |
| MAAAVLGQLG |  | ALWIHNLRSR |  | GKLALGVLPQ |  | SYIHTSASLD |  | ISRKWEKKNK |
| IVYPPQLPGE |  | PRRPAEIYHC |  | RRQIKYSKDK |  | MWYLAKLIRG |  | MSIDQALAQL |
| EFNDKKGAKI |  | IKEVLLEAQD |  | MAVRDHNVEF |  | RSNLYIAEST |  | SGRGQCLKRI |
| RYHGRGRFGI |  | MEKVYCHYFV |  | KLVEGPPPPP |  | EPPKTAVAHA |  | KEYIQQLRSR |
| TIVHTL     |  |            |  |            |  |            |  |            |

A: Аланін

C: Цистеїн

D: Аспарагінова кислота

E: Глутамінова кислота

F: Фенілаланін

G: Гліцин

H: Гістидин

I: Ізолейцин

K: Лізин

L: Лейцин

M: Метіонін

N: Аспарагін

P: Пролін

Q: Глутамін

R: Аргінін

S: Серин

T: Треонін

V: Валін

W: Триптофан

Кодований геном білок за функціями належить до рибонуклеопротеїнів, рибосомних білків. 
Задіяний у таких біологічних процесах, як альтернативний сплайсинг, поліморфізм. 
Локалізований у мітохондрії.